# Lądowa Obrona Wybrzeża
Lądowa Obrona Wybrzeża (LOW) – jednostka Wojska Polskiego w sile jednej brygady piechoty.

## Historia Lądowej Obrony Wybrzeża
Lądowa Obrona Wybrzeża nie występowała w organizacji pokojowej Wojska Polskiego. Jej powstanie przewidywał plan mobilizacyjny „W”. Zgodnie z planem jednostki mobilizowane zostały zaliczone do grupy „zielonej”. Dowództwo Lądowej Obrony Wybrzeża mobilizowało się w oparciu o Dowództwo Morskiej Brygady Obrony Narodowej. Dowódcy LOW miały podlegać:
- baon morski nr 1 z plutonem przeciwpancernym typu I mobilizowany w Wejherowie przez 1 Morski batalion strzelców,
- 2 morski baon strzelców z plutonem przeciwpancernym typu I mobilizowany w Gdyni przez 2 Morski batalion strzelców,
- 3 morski baon strzelców mobilizowany w Gdyni według organizacji baonu typ specjalny, zawiązkiem był batalion ON „Gdynia I”,
- 4 morski baon strzelców mobilizowany w Kartuzach według organizacji baonu typ specjalny, zawiązkiem był batalion ON „Kartuzy”,
- kompania zapasowa morskich baonów strzelców mobilizowana w Gdyni przez 2 Morski batalion strzelców,
- pluton artylerii pozycyjnej typ I nr 111 mobilizowany w Gdyni przez 2 Morski batalion strzelców,
- oraz pozostające na etatach pokojowych: batalion ON „Gdynia II” i Kaszubski Batalion ON[4].

Zadaniem Lądowej Obrony Wybrzeża była osłona mobilizacji oraz obrona Oksywia, Gdyni, Helu i Westerplatte. Lądowa Obrona Wybrzeża pułkownika Dąbka miała siłę 15.000 żołnierzy, dysponowała ok. 50 lekkimi (37 – 105 mm) działami i jej terenem działań były Gdynia i Oksywie.
Dowódcy Lądowej Obrony Wybrzeża podlegały wszystkie jednostki lądowe znajdujące się w rejonie Gdyni, mające walczyć o utrzymanie tego portu. Główne siły stanowiły Oddział Wydzielony „Wejherowo” na zachód od Wejherowa, składający się z 1 Morskiego pułku strzelców i batalionu Obrony Narodowej „Puck”, Oddział Wydzielony „Redłowo” na południe od Gdyni, złożony z 2 Morskiego pułku strzelców i 1 batalionu rezerwowego oraz Oddział Wydzielony „Kartuzy” w rejonie Kartuz, składający się z batalionu ON „Kartuzy” i batalionu ON „Gdynia II”. W okolicach Koleczkowa walczyć miał batalion ON „Gdynia I”. Pozostałe jednostki miały bronić bezpośrednio Gdyni i Kępy Oksywskiej.
Obronę przeciwlotniczą Gdyni stanowił 1 morski dywizjon artylerii przeciwlotniczej z ośmioma stałymi armatami przeciwlotniczymi kalibru 75 mm wz. 22/24 i dwoma plutonami reflektorów przeciwlotniczych z morskiej kompanii reflektorów przeciwlotniczych. Lądowa Obrona Wybrzeża posiadała łącznie czterdzieści dział różnego typu, trzydzieści cztery moździerze i granatniki, sto dziewięćdziesiąt dwa ciężkie i dwieście sześćdziesiąt sześć ręcznych karabinów maszynowych. Podlegały jej także komisariaty Straży Granicznej. Łącznie wszystkich żołnierzy na lądzie było około 17 tys.

## Lądowa Obrona Wybrzeża w kampanii wrześniowej
LOW wzięła na siebie główny ciężar walk, ona też poniosła największe straty, nie tylko w liczbach bezwzględnych, ale i proporcjonalnie do stanu walczących.
Stanowiła ona 75% żywych sił całości obrony Wybrzeża, a jej straty w zabitych i rannych wynoszą 95% wszystkich strat tej całości.
Według obliczeń, straty Lądowej Obrony Wybrzeża ocenia się na nieco ponad 2000 zabitych i nieco ponad 3000 rannych.

## Organizacja wojenna Lądowej Obrony Wybrzeża
- Dowództwo Lądowej Obrony Wybrzeża
- 1 Morski pułk strzelców
- 2 Morski pułk strzelców
- Morska Brygada Obrony Narodowej
- 1 batalion Straży Granicznej
- 1 batalion rezerwowy
- 2 batalion rezerwowy
- Morski Dywizjon Żandarmerii (bez 1. plutonu)
- Policja Państwowa
- Morski dywizjon artylerii lekkiej
- bateria „Canet” na Oksywiu (2 × 100 mm)
- 111 pluton artylerii pozycyjnej (2 × 76,2 mm)
- pluton artylerii na lorach (w Kartuzach) (działa kolejowe, 2 × 75 mm)
- 1 Morski dywizjon artylerii przeciwlotniczej
- batalion saperów
- 1 Morska kompania łączności
- Morska kompania reflektorów
- Pluton Łącznikowy Dowództwa Lądowej Obrony Wybrzeża

Po mobilizacji stan jednostek i pododdziałów podlegających pod dowództwo LOWyb uległ zmianie – doszły także jednostki zorganizowane „ponad stan", m.in.:
- improwizowany pociąg pancerny Smok Kaszubski
- kompanie ochotnicze (wraz z oddziałami kosynierów gdyńskich)
- Krakusi Gdyński Szwadron Kawalerii – por. Mieczysław Budek
- Ochotnicza Kompania Harcerzy
- jednostki paramilitarne

## Obsada personalna Dowództwa Lądowej Obrony Wybrzeża
- dowódca – płk piech. Stanisław Dąbek † 19 września 1939
- szef sztabu – ppłk dypl. piech. Marian Sołodkowski (do 8/9 września 1939, następnie do 12 września dowódca odcinka Rumia-Zagórze, od 13 września odcinka Obłuże-Oksywie)[5]
- szef sztabu – mjr dypl. art. Józef Szerwiński (od 9 września 1939)
- oficer operacyjny – kpt. dypl. art. Wacław Tym
- oficer informacyjny – kpt. piech. Stanisław Spyrłak
- oficer organizacyjny – mjr piech. Adolf Dzierżyński[a]
- kwatermistrz – kpt. int. z wsw Józef Franciszek Scholz (Szolc-Nartowski)[b]
- szef łączności – mjr łącz. Teodor Spychalski
- oficer sztabu – kpt. sap. Zbigniew Ratajski